# Franco Frías
Franco Ezequiel Frías (Granadero Baigorria, Argentina; 17 de marzo de 2002) es un futbolista argentino. Juega de delantero y su equipo actual es Sarmiento (J) de la Primera División de Argentina.

## Trayectoria
Frías entró a las inferiores de Rosario Central a los 7 años. Registró grandes números en categorías infantiles, anotando 180 goles en 142 encuentros en 2014 y fue goleador del torneo reserva 2021 con 16 goles. Debutó en el primer equipo de Rosario Central el 16 de abril de 2022 ante Aldosivi.
El 11 de febrero de 2023, fue cedido a Barracas Central.El 29 de enero de 2024 es anunciado como nuevo jugador de Unión Española de la Primera División de Chile.

## Estadísticas

### Clubes
Actualizado al último partido disputado el 24 de octubre de 2023.
| Club                       | Div.          | Temporada     | Liga  | Liga  | Copas nacionales | Copas nacionales | Copas internacionales | Copas internacionales | Total | Total |
| Club                       | Div.          | Temporada     | Part. | Goles | Part.            | Goles            | Part.                 | Goles                 | Part. | Goles |
| -------------------------- | ------------- | ------------- | ----- | ----- | ---------------- | ---------------- | --------------------- | --------------------- | ----- | ----- |
| Rosario Central Argentina  | 1.ª           | 2022          | 22    | 2     | 0                | 0                | —                     | —                     | 22    | 2     |
| Rosario Central Argentina  | Total club    | Total club    | 22    | 2     | 0                | 0                | —                     | —                     | 22    | 2     |
| Barracas Central Argentina | 1.ª           | 2023          | 5     | 1     | 3                | 0                | —                     | —                     | 8     | 1     |
| Barracas Central Argentina | Total club    | Total club    | 5     | 1     | 3                | 0                | —                     | —                     | 8     | 1     |
| Unión Española · Chile     | 1.ª           | 2024          | 24    | 9     | 5                | 2                | —                     | —                     | 29    | 11    |
| Unión Española · Chile     | Total club    | Total club    | 24    | 9     | 5                | 2                | 0                     | 0                     | 29    | 11    |
| Total carrera              | Total carrera | Total carrera | 27    | 3     | 3                | 0                | —                     | —                     | 59    | 14    |

### Hat-tricks
| 1 | 1 de junio de 2024 | Santa Laura, Santiago | Unión Española - Deportes Iquique |  | 4 - 3 | Primera División de Chile 2024 |